# Experimental Physiology
Experimental Physiology è una rivista scientifica di fisiologia,  sottoposta a revisione paritaria e pubblicata mensilmente dalla Wiley-Blackwell per conto della The Physiological Society.
Secondo il Journal Citation Reports, il suo fattore di impatto per il 2020 è 2 969.
La rivista copre tutti i settori della fisiologia, in particolare i lavori che trattano questioni fisiologiche e fisiopatologiche indagando la funzione dei geni/proteine utilizzando approcci molecolari, cellulari e su animali.
Tutti gli articoli diventano liberamente accessibili 12 mesi dopo la pubblicazione.
Il caporedattore è Damian Bailey.
La rivista pubblica numeri speciali a tema. Ogni anno viene assegnato un premio a un giovane scienziato per il miglior articolo pubblicato dalla rivista.

## Storia
La rivista fu fondata da Edward Sharpey-Schafer nel 1908 con il titolo di Quarterly Journal of Experimental Physiology. Nel 1981 la Physiological Society ne assunse la gestione. Nel 1990 assunse il titolo attuale, dopo essere stata pubblicata per un certo tempo con periodicità bimestrale.
Tra i precedenti caporedattori o presidenti del comitato editoriale figurano:
- John H. Coote (dal 2000 al 2006)[3];
- Mike Tipton.